# Profesionalen Futbolen Klub Ludogorec 1945 2013-2014
Questa voce raccoglie le informazioni riguardanti il Profesionalen Futbolen Klub Ludogorec nelle competizioni ufficiali della stagione 2013-2014.

## Rosa
| N. |                        | Ruolo | Calciatore             |
| -- | ---------------------- | ----- | ---------------------- |
| 1  | Serbia (bandiera)      | P     | Uroš Golubović         |
| 3  | Bulgaria (bandiera)    | D     | Tenur Marem            |
| 4  | Finlandia (bandiera)   | D     | Tero Mäntylä           |
| 5  | Francia (bandiera)     | D     | Alexandre Barthe       |
| 6  | Bulgaria (bandiera)    | C     | Georgi Kostadinov      |
| 7  | Bulgaria (bandiera)    | C     | Mihail Aleksandrov     |
| 9  | Slovenia (bandiera)    | A     | Roman Bezjak           |
| 10 | Colombia (bandiera)    | C     | Sebastián Hernández    |
| 11 | Brasile (bandiera)     | A     | Juninho Quixadá        |
| 14 | Paesi Bassi (bandiera) | C     | Mitchell Burgzorg      |
| 15 | Bulgaria (bandiera)    | D     | Aleksandar Aleksandrov |
| 17 | Spagna (bandiera)      | A     | Daniel Abalo           |
| 18 | Bulgaria (bandiera)    | C     | Svetoslav Djakov       |
| 19 | Bulgaria (bandiera)    | C     | Dimo Bakalov           |
| 20 | Brasile (bandiera)     | D     | Guilherme Choco        |

| N. |                        | Ruolo | Calciatore         |
| -- | ---------------------- | ----- | ------------------ |
| 21 | Bulgaria (bandiera)    | P     | Vladislav Stojanov |
| 22 | Bulgaria (bandiera)    | C     | Miroslav Ivanov    |
| 23 | Bulgaria (bandiera)    | C     | Emil Gărgorov      |
| 25 | Bulgaria (bandiera)    | D     | Jordan Minev       |
| 26 | Bulgaria (bandiera)    | D     | Diyan Dimitrov     |
| 27 | Romania (bandiera)     | D     | Cosmin Moți        |
| 33 | Slovacchia (bandiera)  | D     | Ľubomír Guldan     |
| 55 | Bulgaria (bandiera)    | D     | Georgi Terziev     |
| 73 | Bulgaria (bandiera)    | C     | Ivan Stoyanov      |
| 77 | Portogallo (bandiera)  | D     | Vitinha            |
| 80 | Brasile (bandiera)     | D     | Júnior Caiçara     |
| 84 | Brasile (bandiera)     | C     | Marcelinho         |
| 91 | Bulgaria (bandiera)    | P     | Ivan Čvorović      |
| 93 | Paesi Bassi (bandiera) | A     | Virgil Misidjan    |